# Erenhot
Erenhot (cũng hay được gọi là Eriyen, Ereen; tiếng Mông Cổ: , Эрээнхот; tiếng Trung: 二连浩特; bính âm: èrliánhàotè, Hán Việt: Nhị Liên Hạo Đặc) là một thành phố cấp phó địa khu nằm trên sa mạc Gobi, địa cấp thị Xilin Gol, khu tự trị Nội Mông Cổ, Trung Quốc. Thành phố nằm ở độ cao 966 mét (3.169 ft) và nằm trên biên giới với Mông Cổ, thị trấn đối diện bên kia biên giới là Zamyn-Üüd. Erenhot là một điểm dừng của đường sắt xuyên Mông Cổ. Các tàu sẽ phải đổi khổ đường sắt do sự khác biệt về chuẩn kích cỡ tại Mông Cổ và Trung Quốc, Trung Quốc dùng khổ chuẩn còn Mông Cổ sử dụng khổ đường sắt theo tiêu chuẩn của Nga (1520 mm)

## Liên kết ngoài

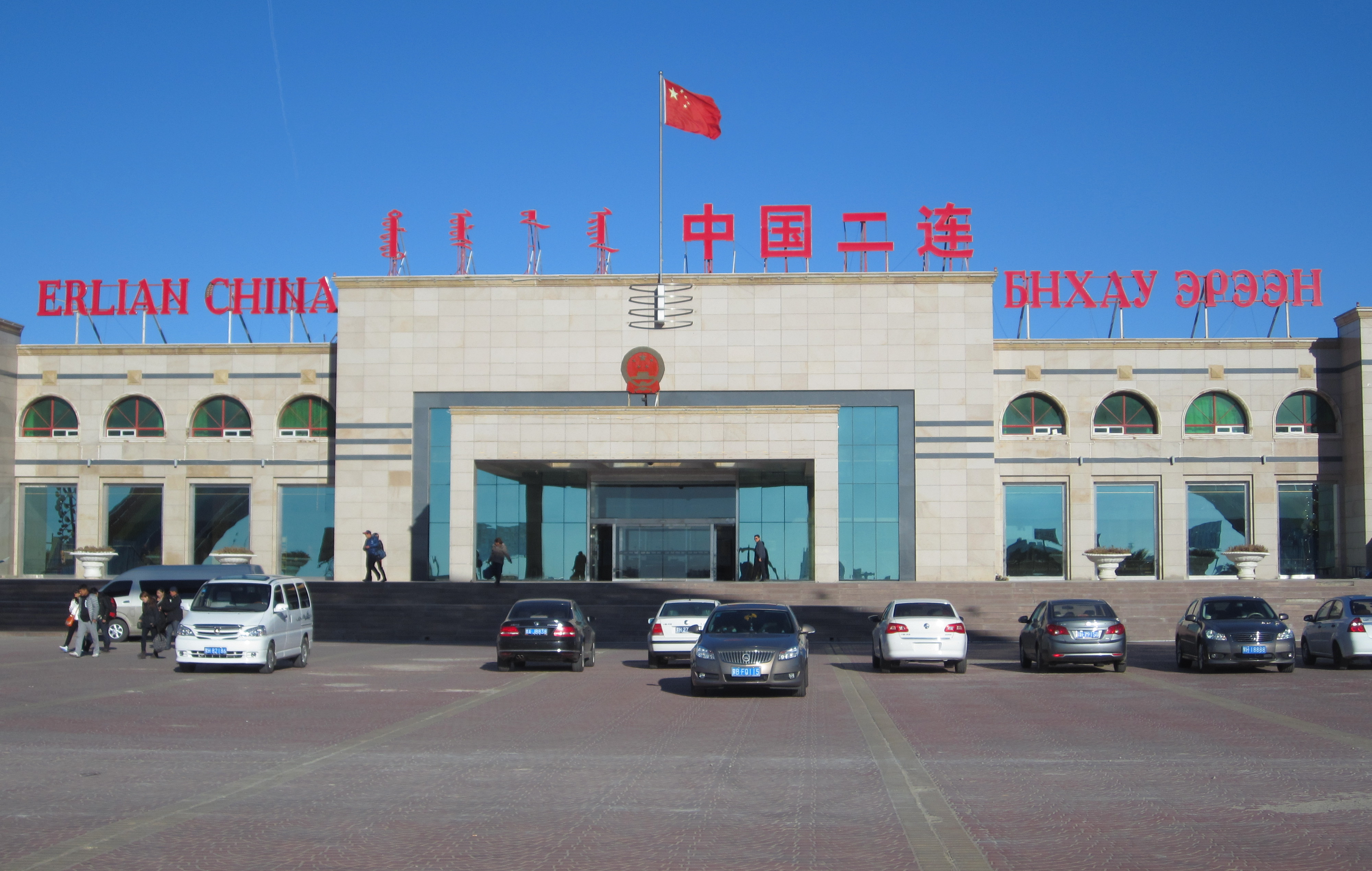
Biên giới Trung Quốc - Mông Cổ tại Erenhot

## Khí hậu
Erenhot có khí hậu sa mạc lạnh với một mùa đông dài, rất khô hạn và khắc nhiệt, còn mùa hè thì kéo dài ngắn và nóng. Nhiệt độ trung bình tháng doa động từ −18,1 °C vào tháng giêng đến 23,3 °C vào tháng bảy, nhiệt độ trung bình năm là 4,0 °C. Những ngày có thời tiết khô hanh, nắng và quang mây là chiếm đa số ngày trong năm, chênh lệch nhiệt độ giữa ngày và đêm lớn.

## Phân chia hành chính

### Nhai đạo
- Ô Lan (乌兰街道)
- Tích Lâm (锡林街道)
- Đông Thành (东城街道)

### Tô mộc
- Cách Nhật Lặc Ngao Đô (格日勒敖都苏木)